# Toyota Sienta
Toyota Sienta (яп. トヨタ・シエンタ, "Тойота Шієнта") — мінівен з розсувними дверима виробництва Toyota. Він був представлений у вересні 2003 року на базі субкомпактного автомобіля Vitz/Yaris і доступний у всіх дилерських центрах Toyota в Японії. Sienta продається в Японії, Гонконгу, Сінгапурі, Індонезії, Тайвані, Лаосі та Таїланді. Станом на  2022, він розташований нижче Voxy/Noah і вище Roomy/Tank у модельному ряді MPV Toyota в Японії. В Індонезії та Таїланді він служить елітною альтернативою Avanza та заповнює прогалину між Avanza та більшою Innova.
Назва «Sienta» походить від іспанського слова «siete», що означає «сім» (що стосується максимальної пасажиромісткості) та англійського слова «entertain».
Перше покоління Sienta було представлено 29 вересня 2003 року в Японії. Автомобіль також можна знайти в Гонконзі, Індонезії та Сінгапурі через паралельний імпорт.
16 травня 2006 року Sienta була оновлена, через 3 роки після першого виробництва. Було додано нові кольори, такі як Apple Green, Gun-Metal Grey і Metallic Blue. Ще одне оновлення оновлених моделей — подвійні розсувні двері з електроприводом.
Працює на 1.5 бензиновому двигуні L VVT-i на 82 кВт (110 к. с.; 111 PS) на 6000 об/хв, Sienta оснащений CVT, ABS і EBD є стандартними.

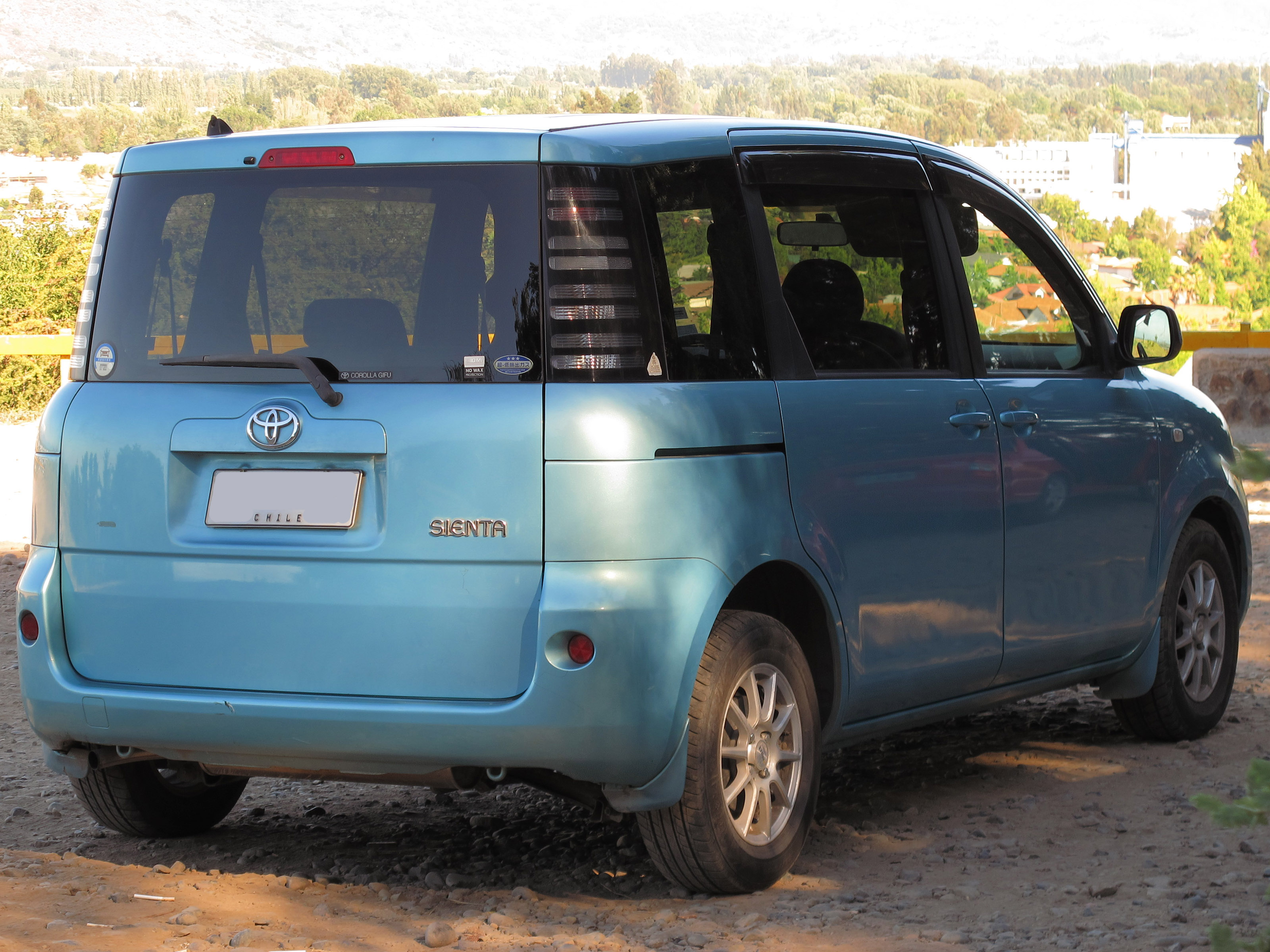
2003–2006 Sienta (Японія)
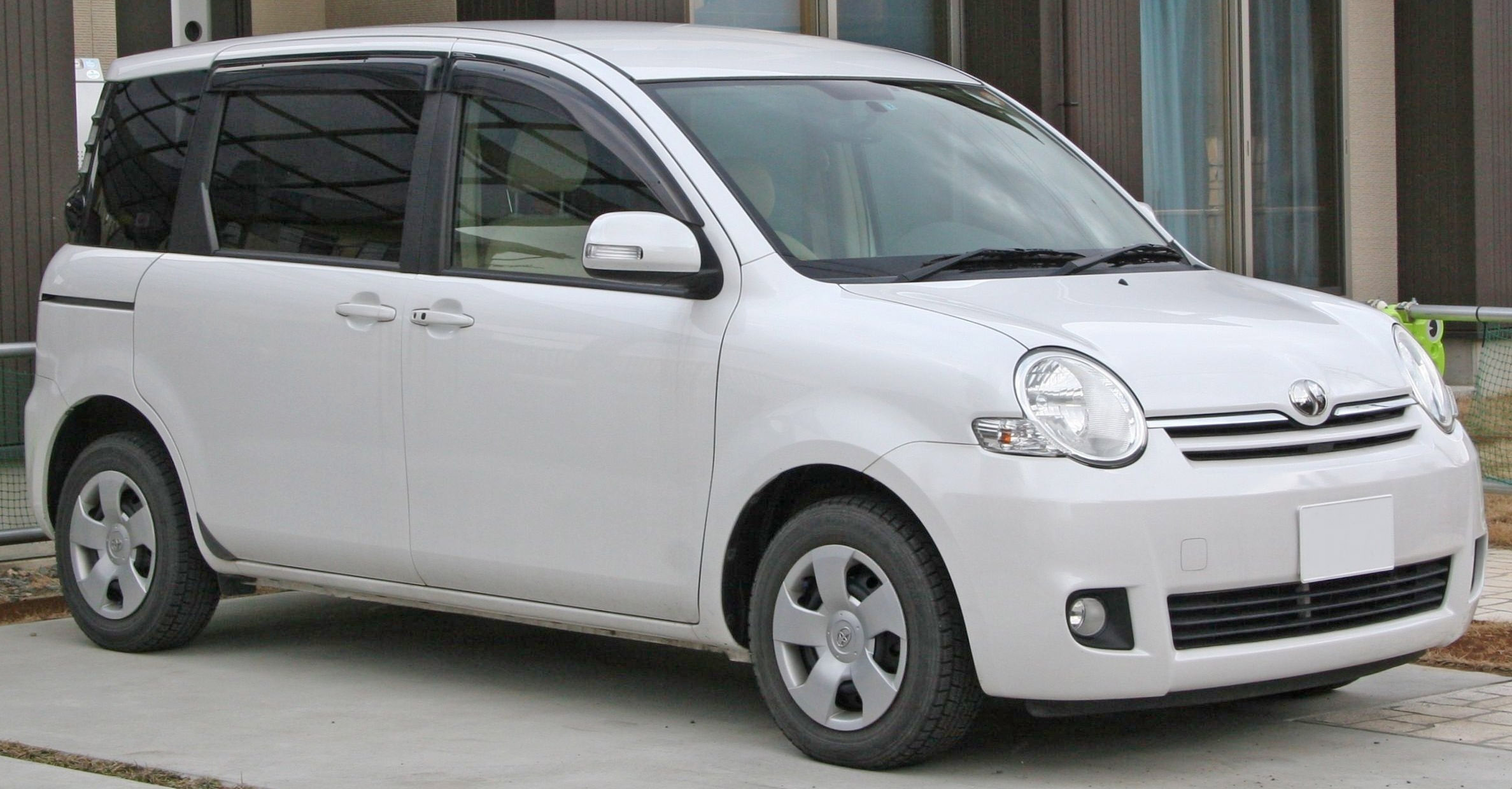
2006–2010 Sienta (Японія)
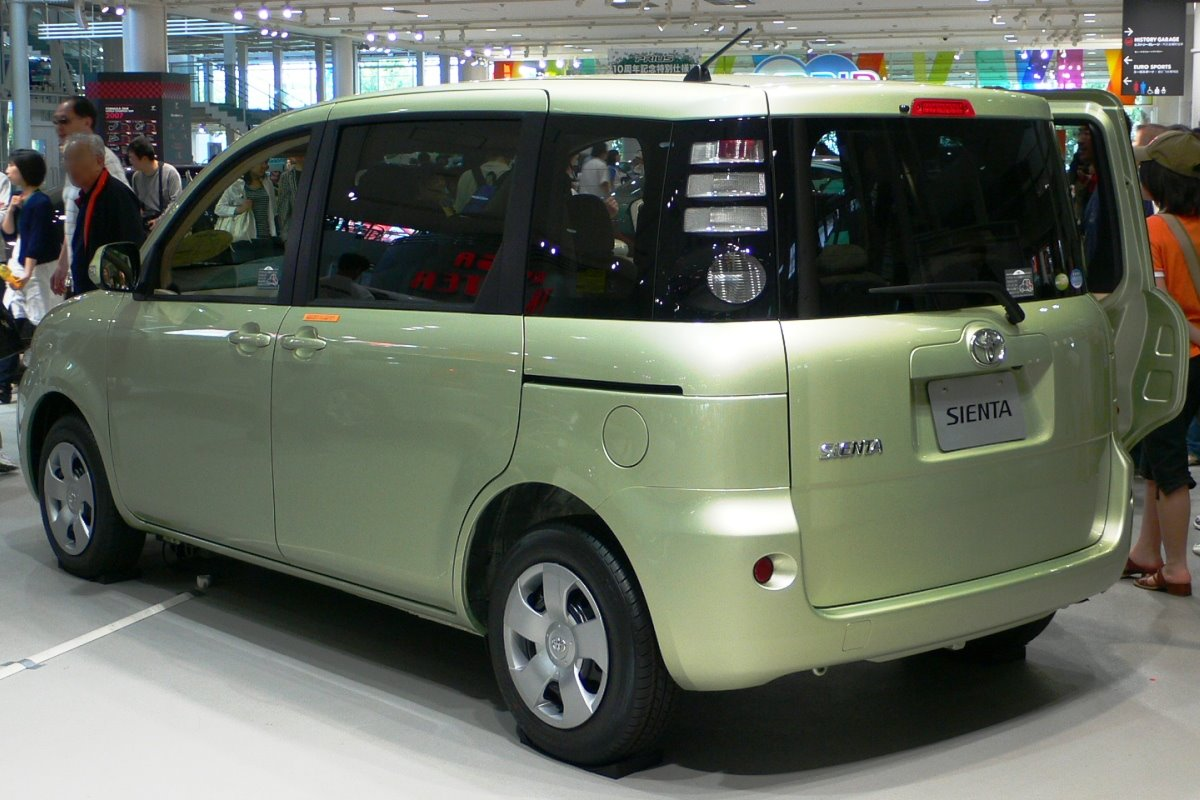
2006–2010 Sienta (Японія)
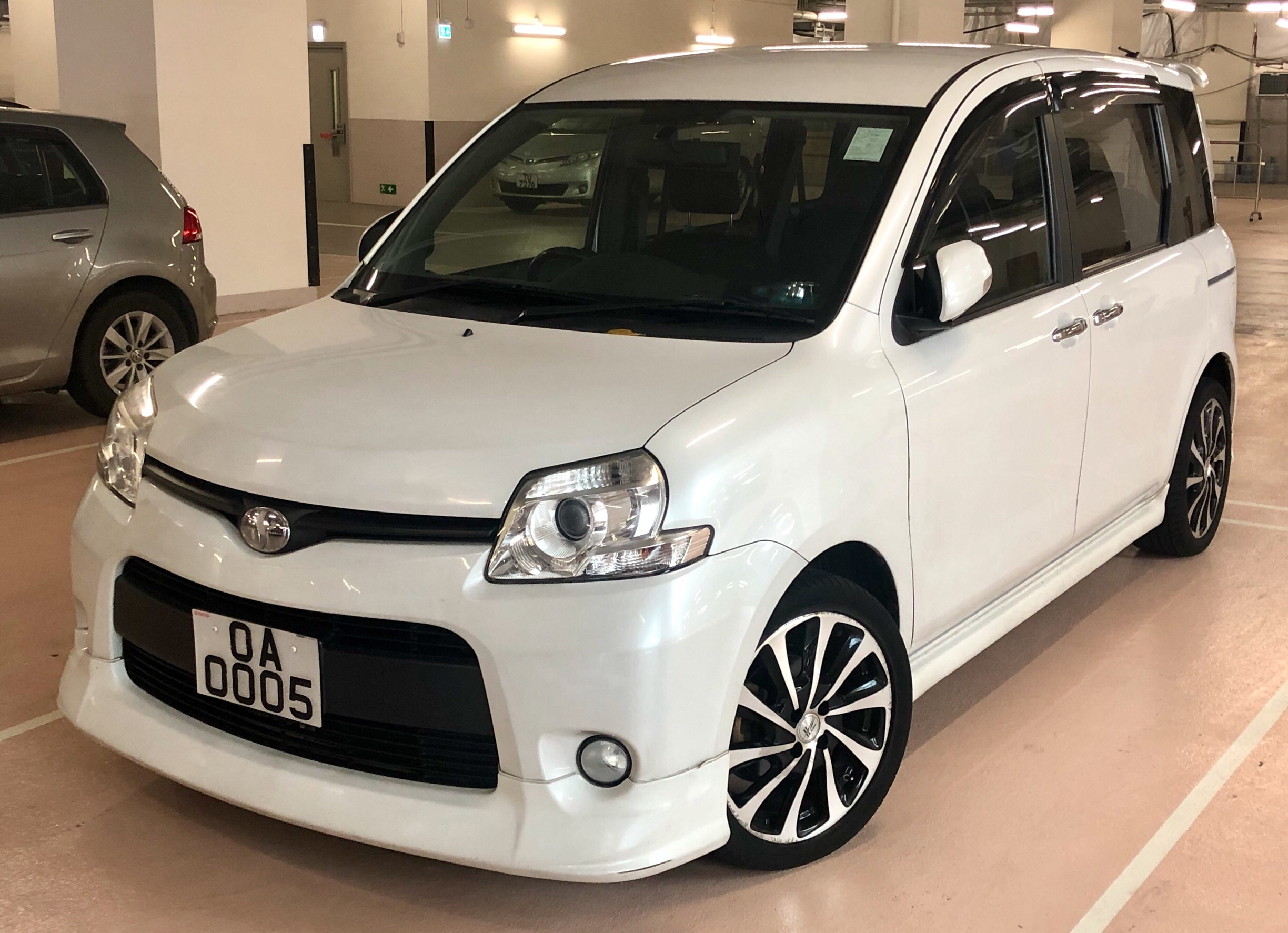
2011–2015 Sienta Dice (Гонгконг)
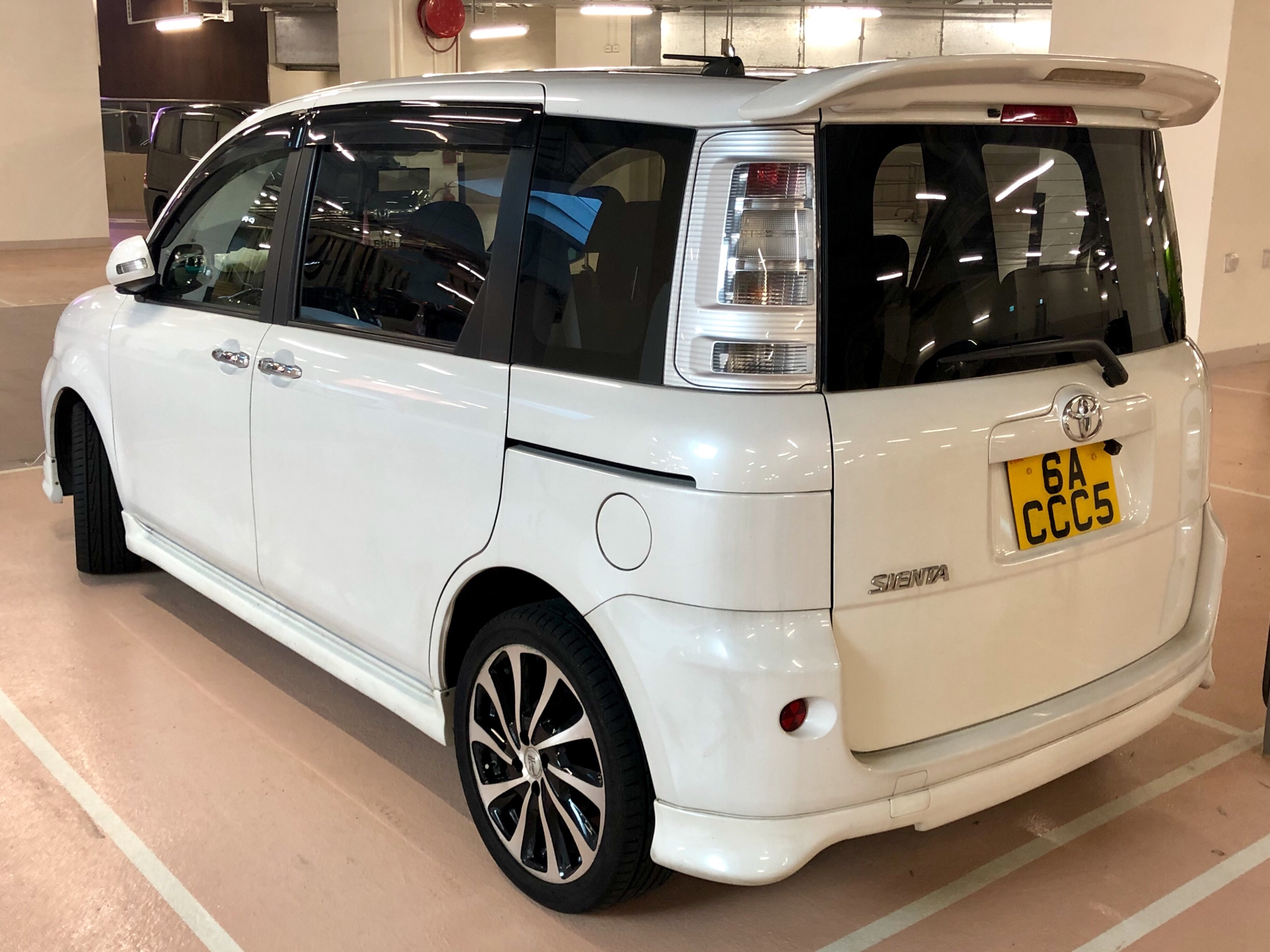
2011–2015 Sienta Dice (Гонгконг)
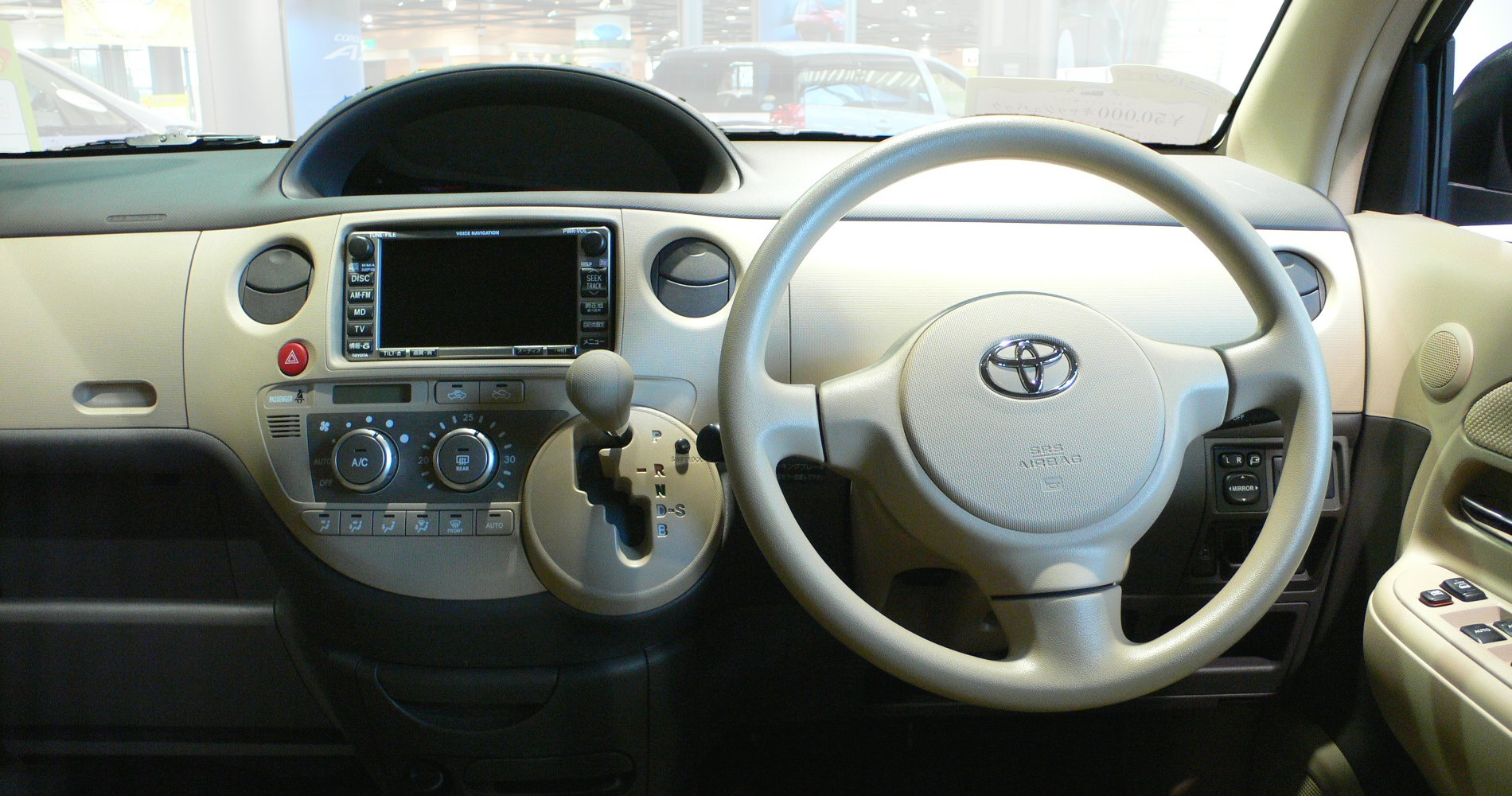
Інтер'єр

## Друге покоління
Друге покоління Sienta дебютувало 9 липня 2015 року. Він відмовився від коробчастої форми свого попередника заради оновленого зовнішнього дизайну, натхненного формою трекінгового взуття.
Мінівен пропонує три компонування салону: 7-місний, 6-місний і 5-місний (для інвалідів-візочників). Внутрішній простір було збільшено у всіх областях порівняно з моделлю попереднього покоління. Існує також гібридний варіант, який повертає 27,2 км/л (77 миля/год‑англ.; 64 миля/год‑США) відповідно до японського випробування циклу JC08, що робить його придатним для субсидій на екологічні автомобілі та податкових пільг. Негібридна Сіента повертається 20,6 км/л (58 миля/год‑англ.; 48 миля/год‑США) у конфігурації FWD. Система «Стоп-старт» пропонується як стандарт. Друге покоління Sienta також є першим, що продається в Гонконзі, а також доступне в Сінгапурі.

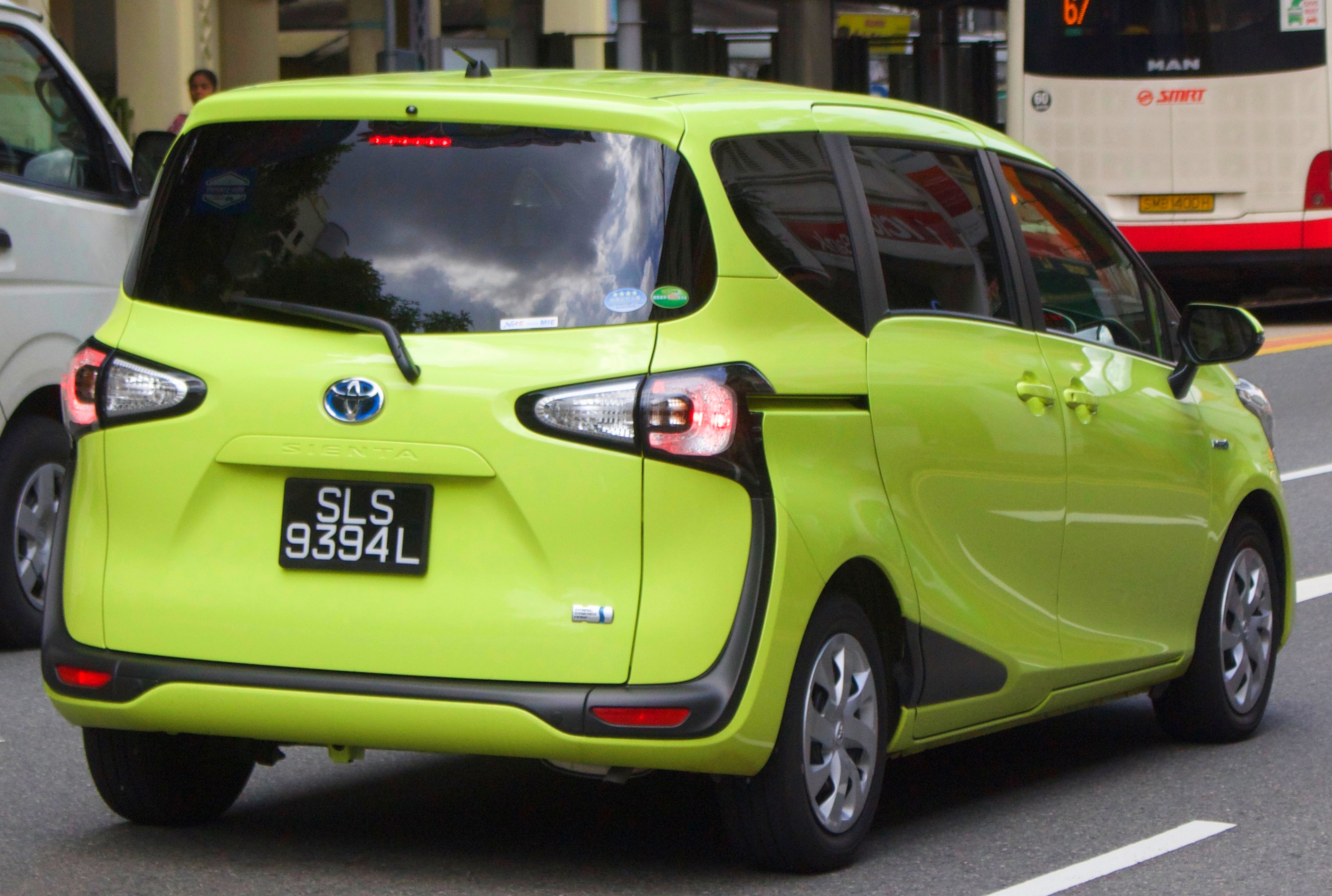
2016 Sienta Hybrid (NHP170G; попередній фейсліфтінг, Сінгапур)
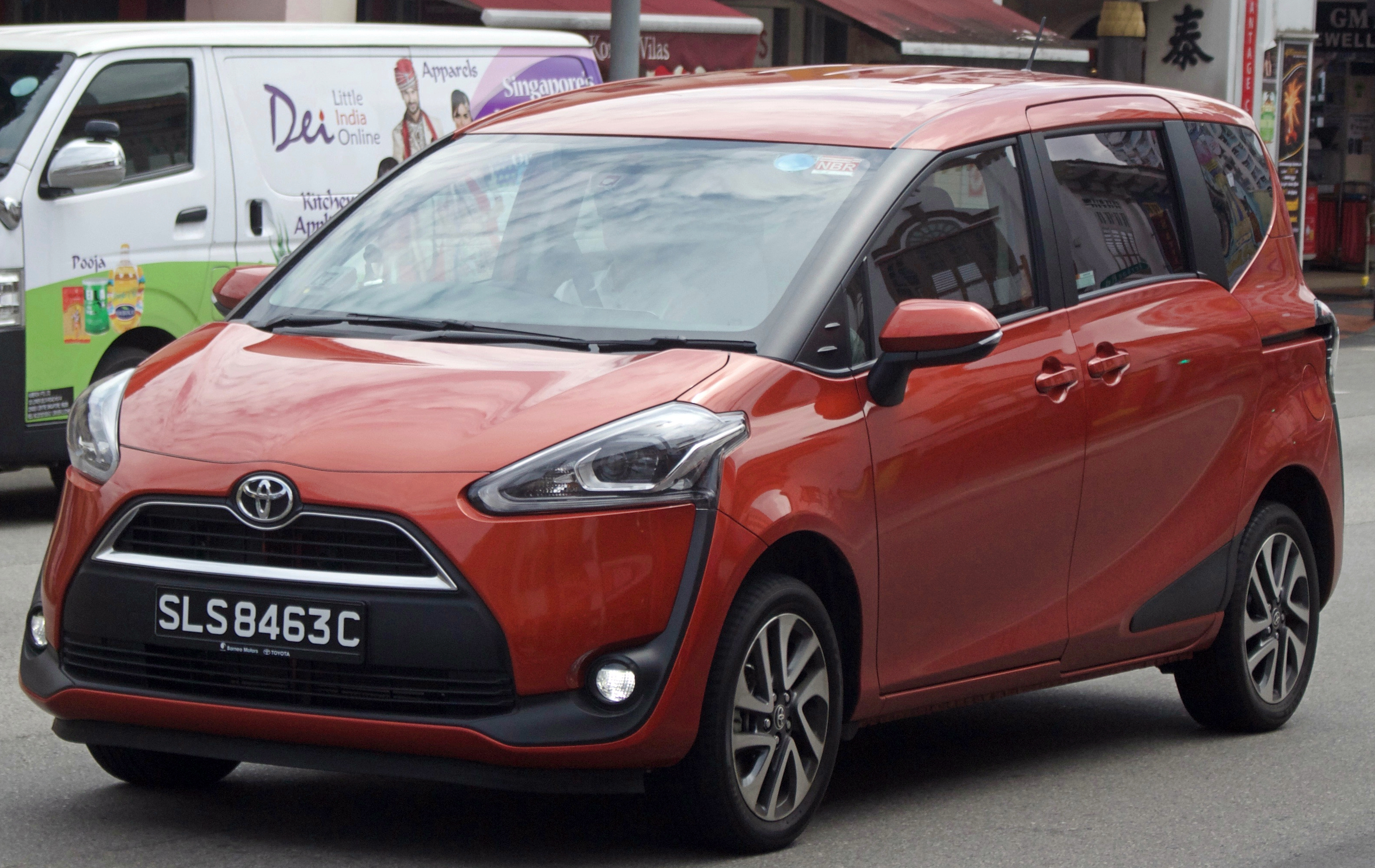
2017 Sienta 1.5 V (NSP170; попередній фейсліфтінг, Сінгапур)
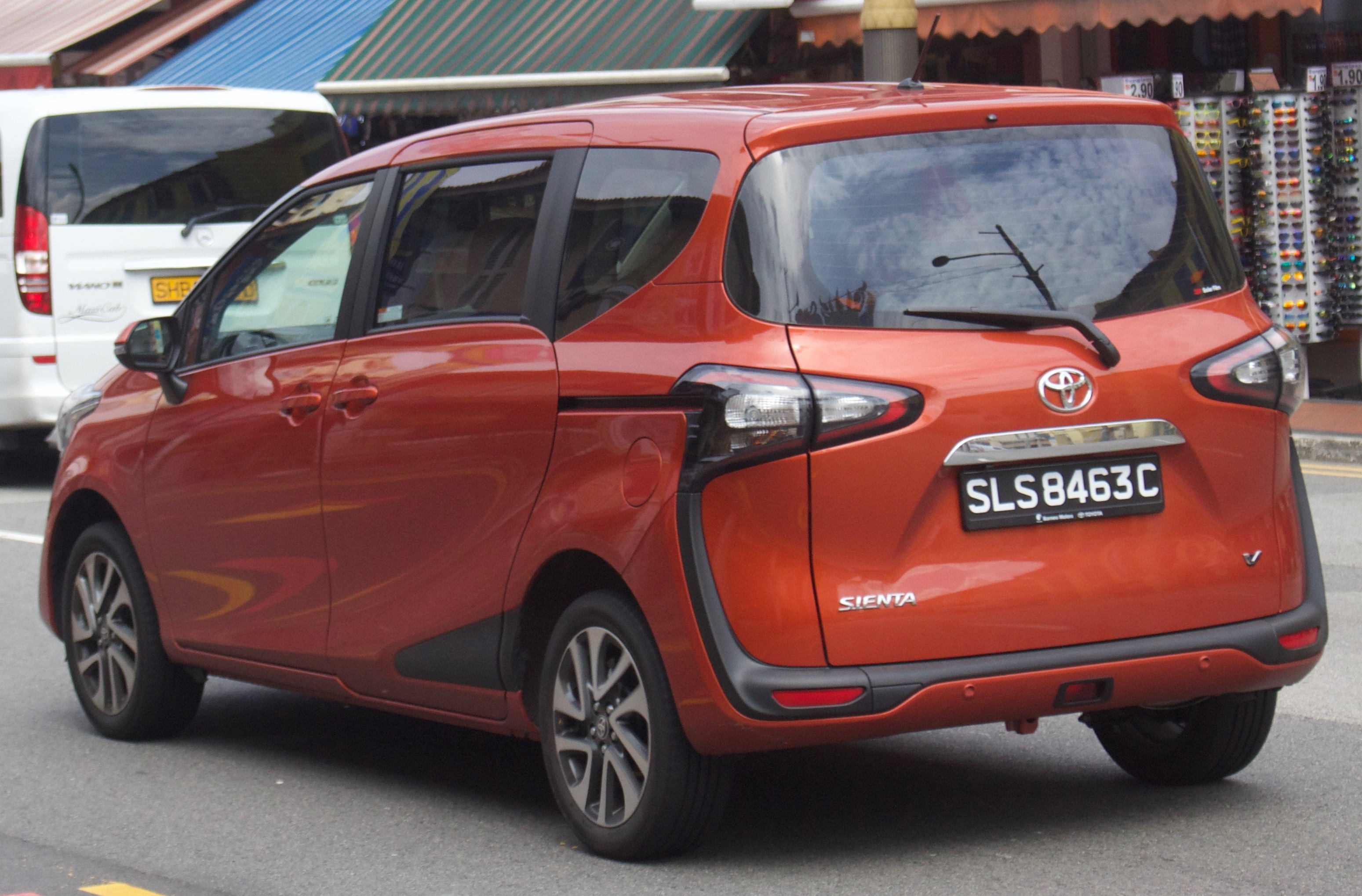
2017 Sienta 1.5 V (NSP170; попередній фейсліфтінг, Сінгапур)
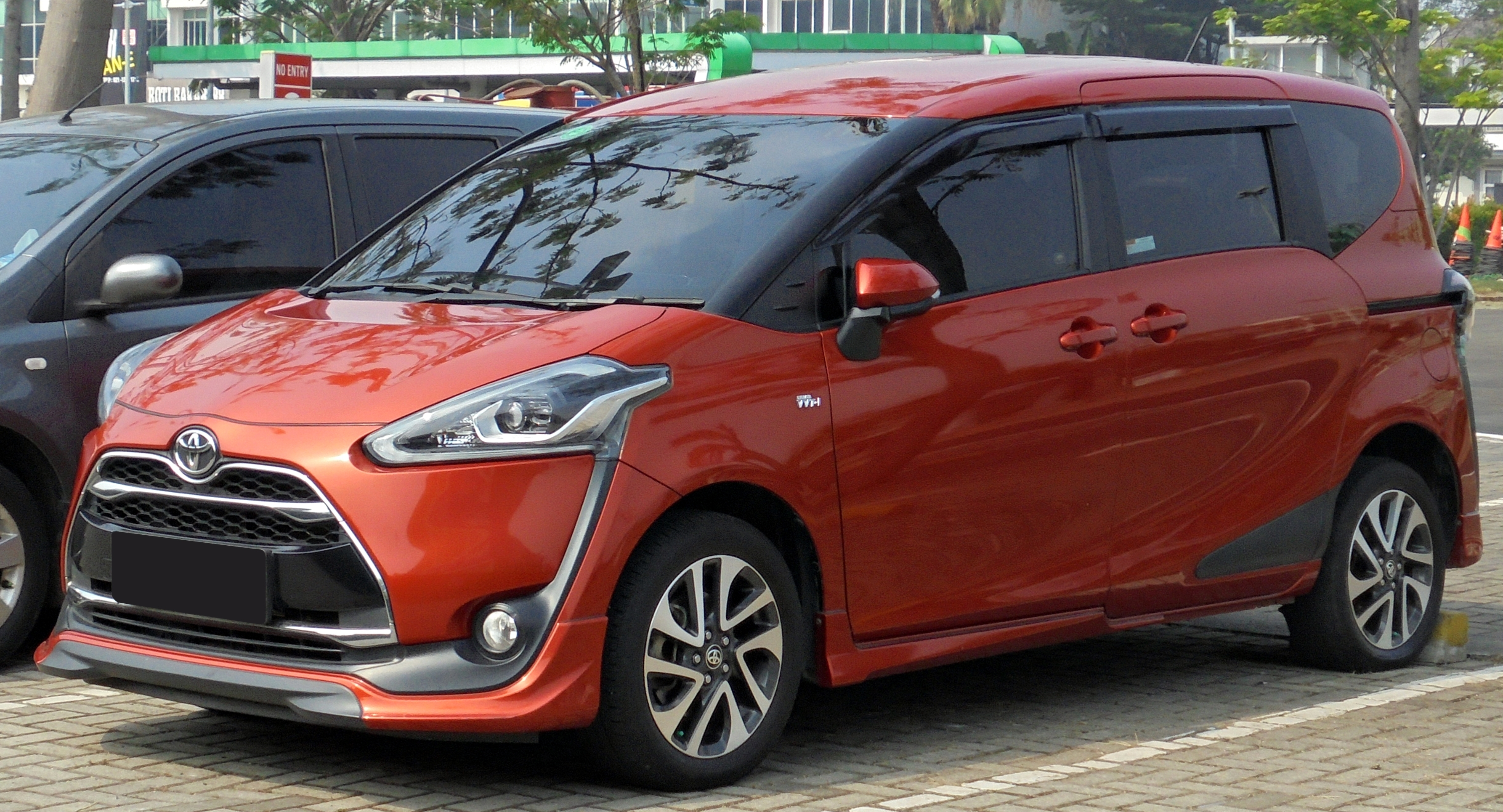
2017 Sienta 1.5 Q (NSP170; попередній фейсліфтінг, Індонезія)
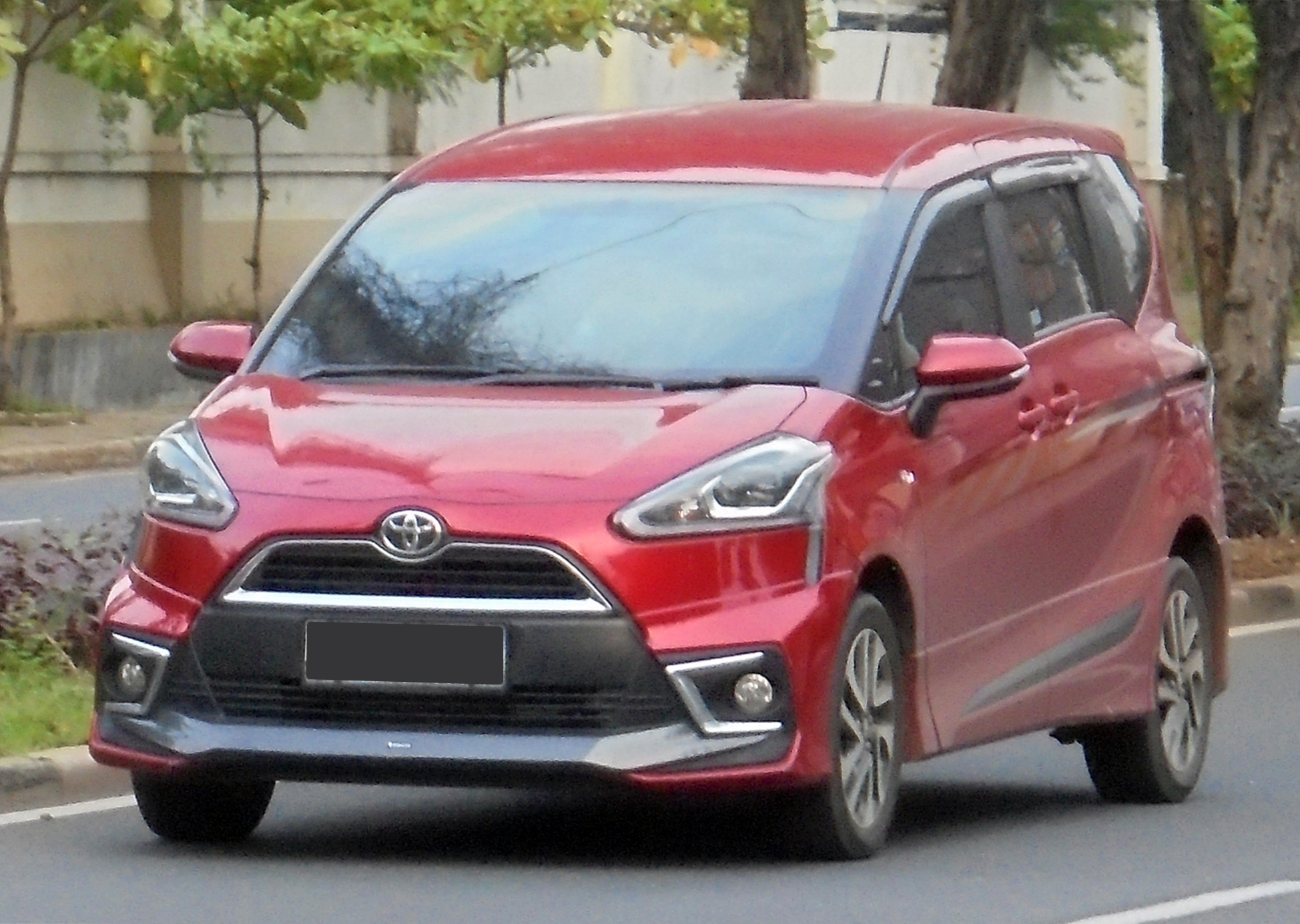
2017 Sienta 1.5 Q Limited (NSP170; попередній фейсліфтінг, Індонезія)
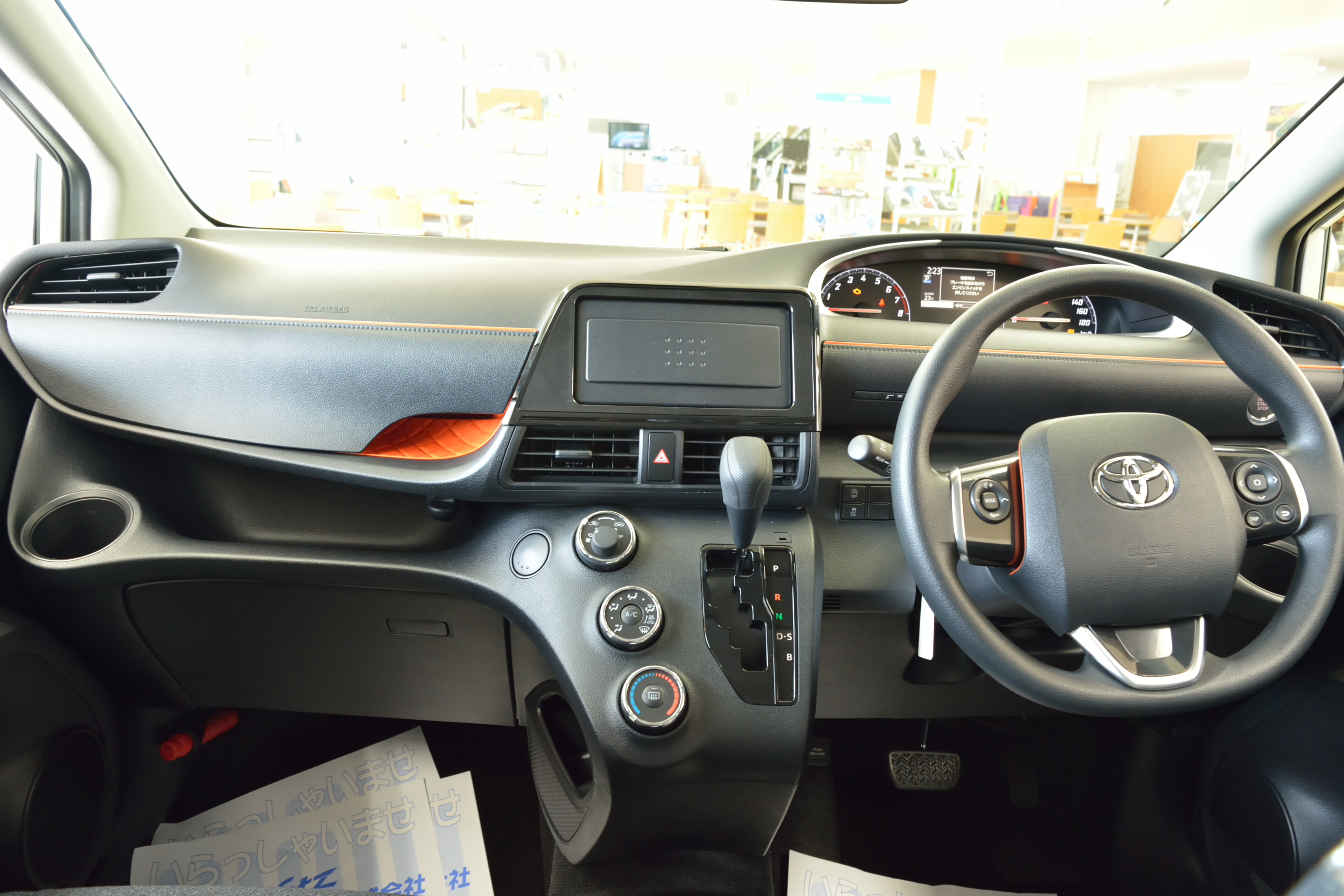
2015 Sienta X interior (попередній фейсліфтінг, Японія)

Друге покоління Sienta було представлено на 24-му Індонезійському міжнародному автосалоні 7 квітня 2016 року. Виробництво індонезійської Sienta на заводі Toyota Motor Manufacturing Indonesia в Каравангу, Західна Ява почалося наприкінці червня 2016 року, а продажі почалися 26 липня 2016 року. Початкові рівні комплектації були E, G, V і Q (обладнані обвісами), щоб відповідати геологічним стандартним та умовам Індонезії, а це 20 мм (1 дюйм) висоти для японського ринку. Розташування ручки перемикання передач також переміщено до підлоги, щоб розмістити 6-ступінчасту механічну коробку передач, а також ручне гальмо. Ручка кондиціонера також була перероблена.

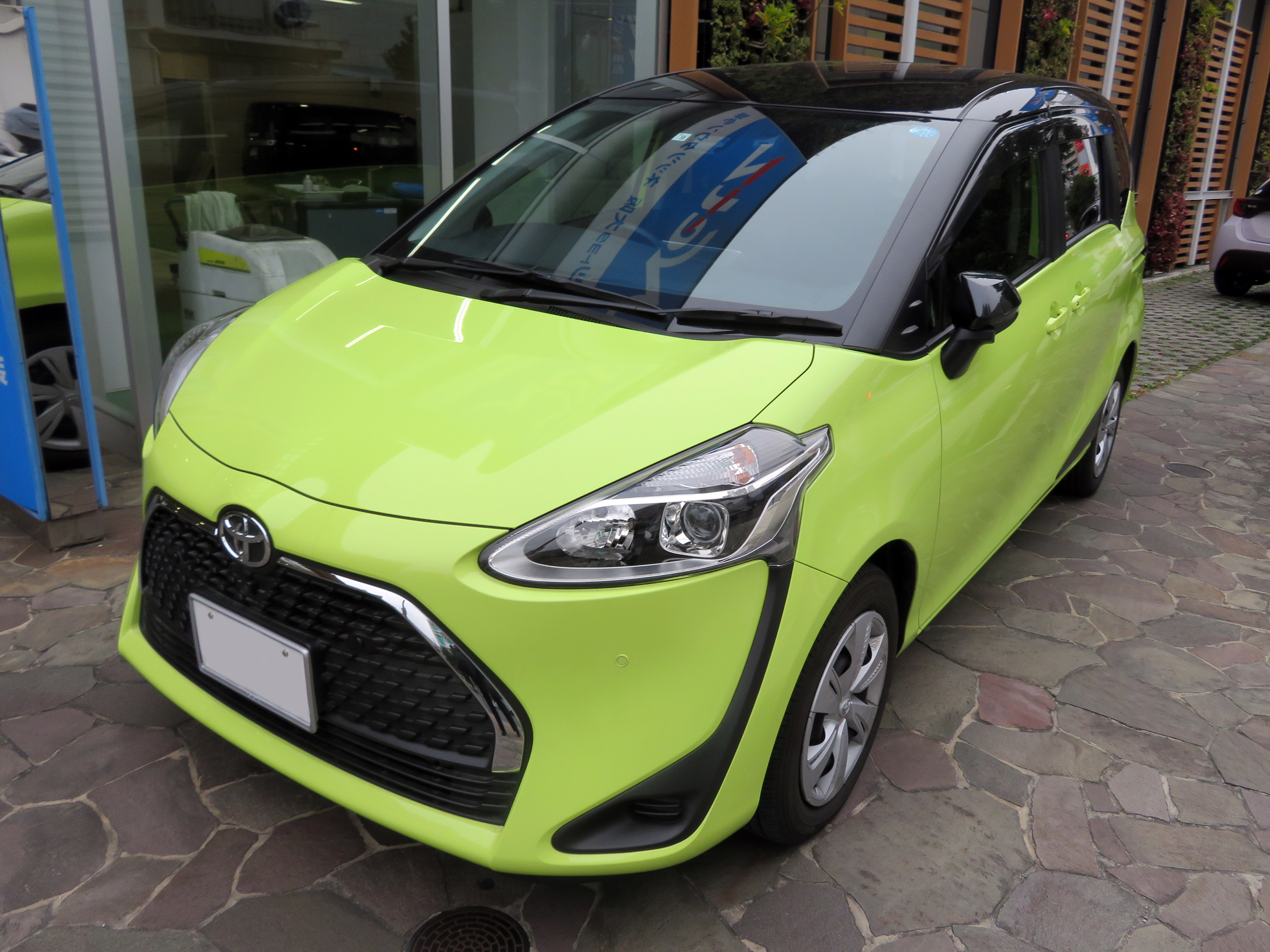
Sienta Funbase X (NSP170G; фейсліфтінг, Японія)
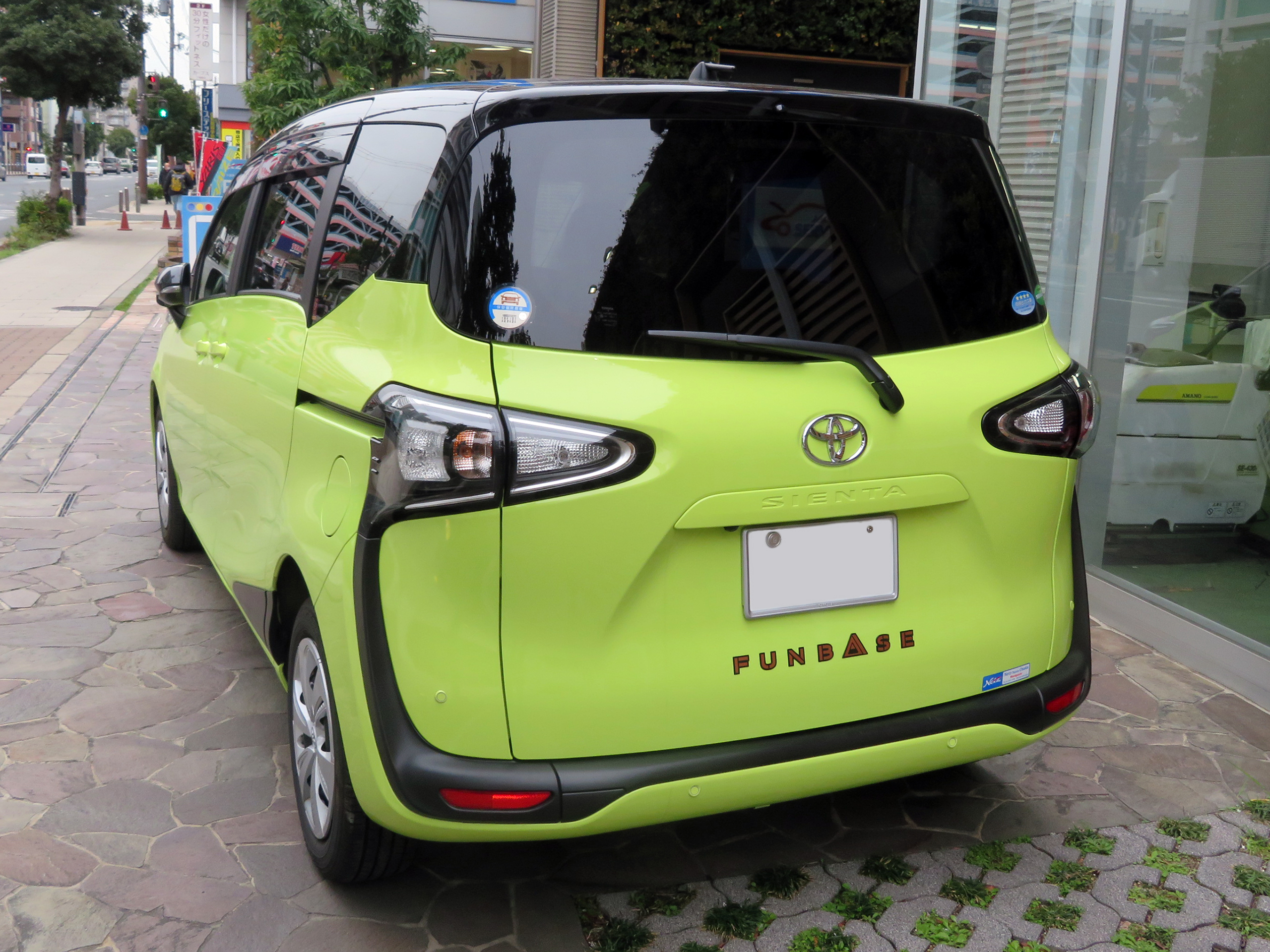
Sienta Funbase X (NSP170G; фейсліфтінг, Японія)
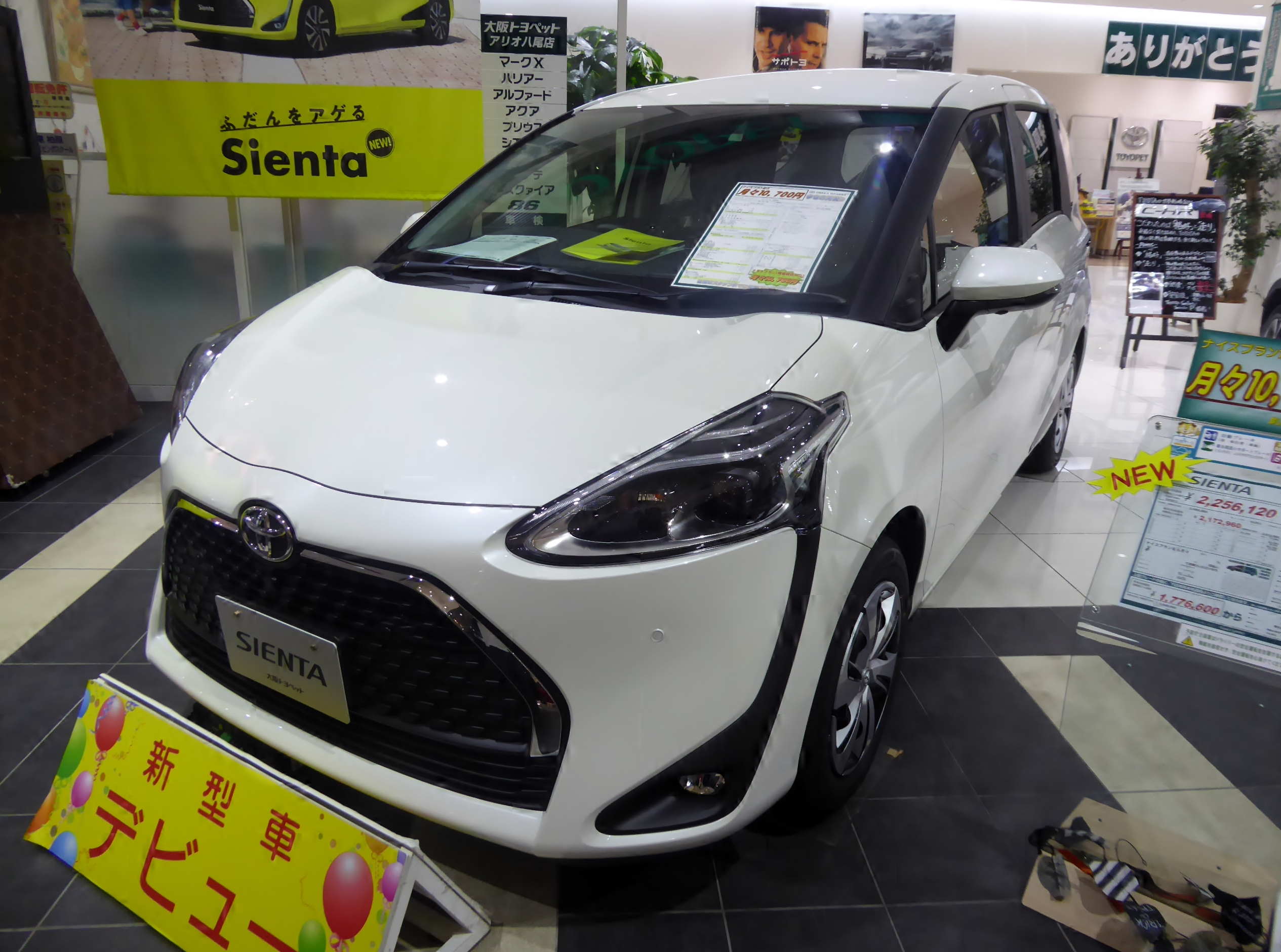
2018 Sienta G Cuero (NSP170G; фейсліфтінг, Японія)
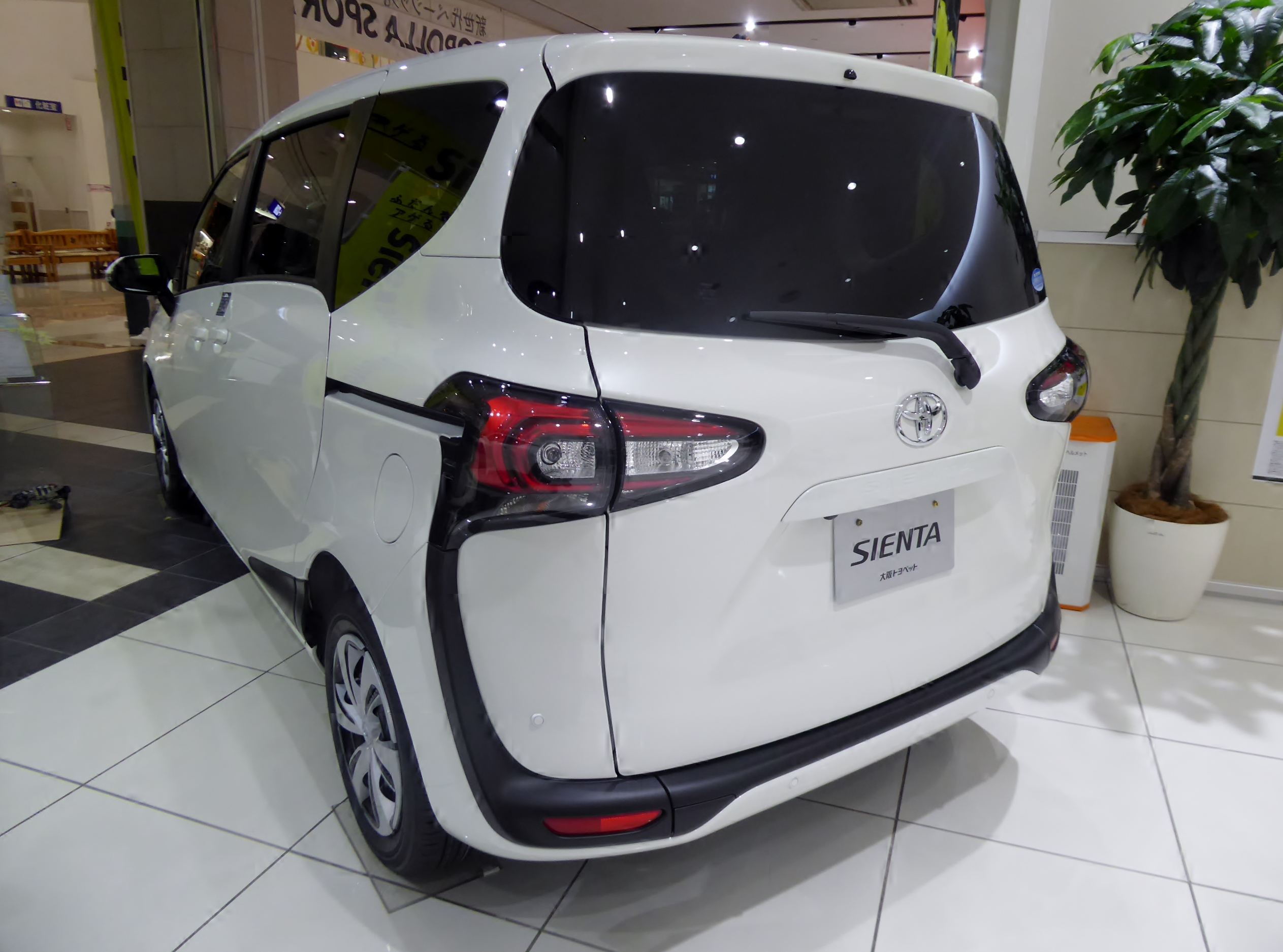
2018 Sienta G Cuero (NSP170G; фейсліфтінг, Японія)
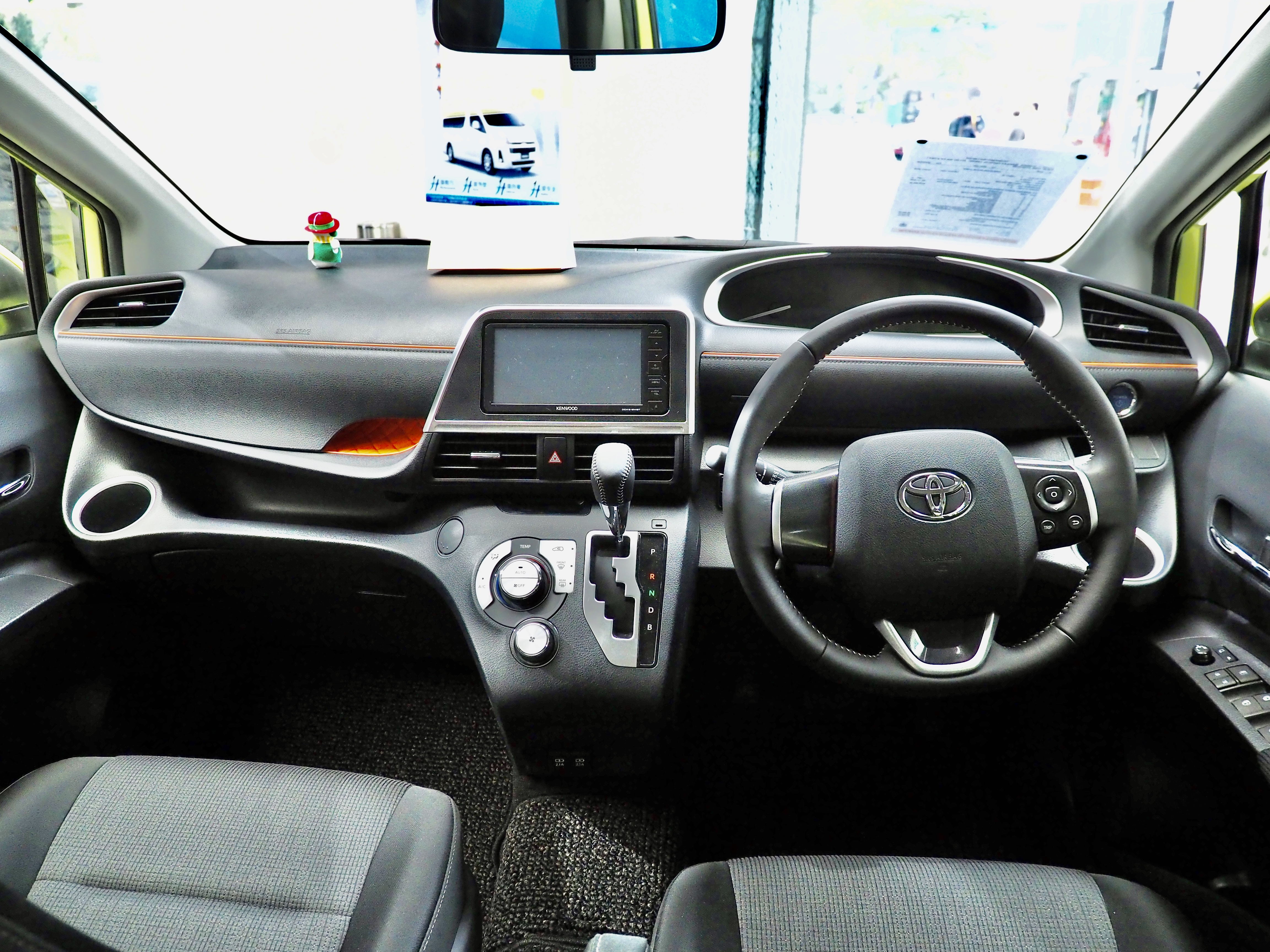
2018 Sienta Hybrid interior (фейсліфтінг, Гонгконг)

## Третє покоління

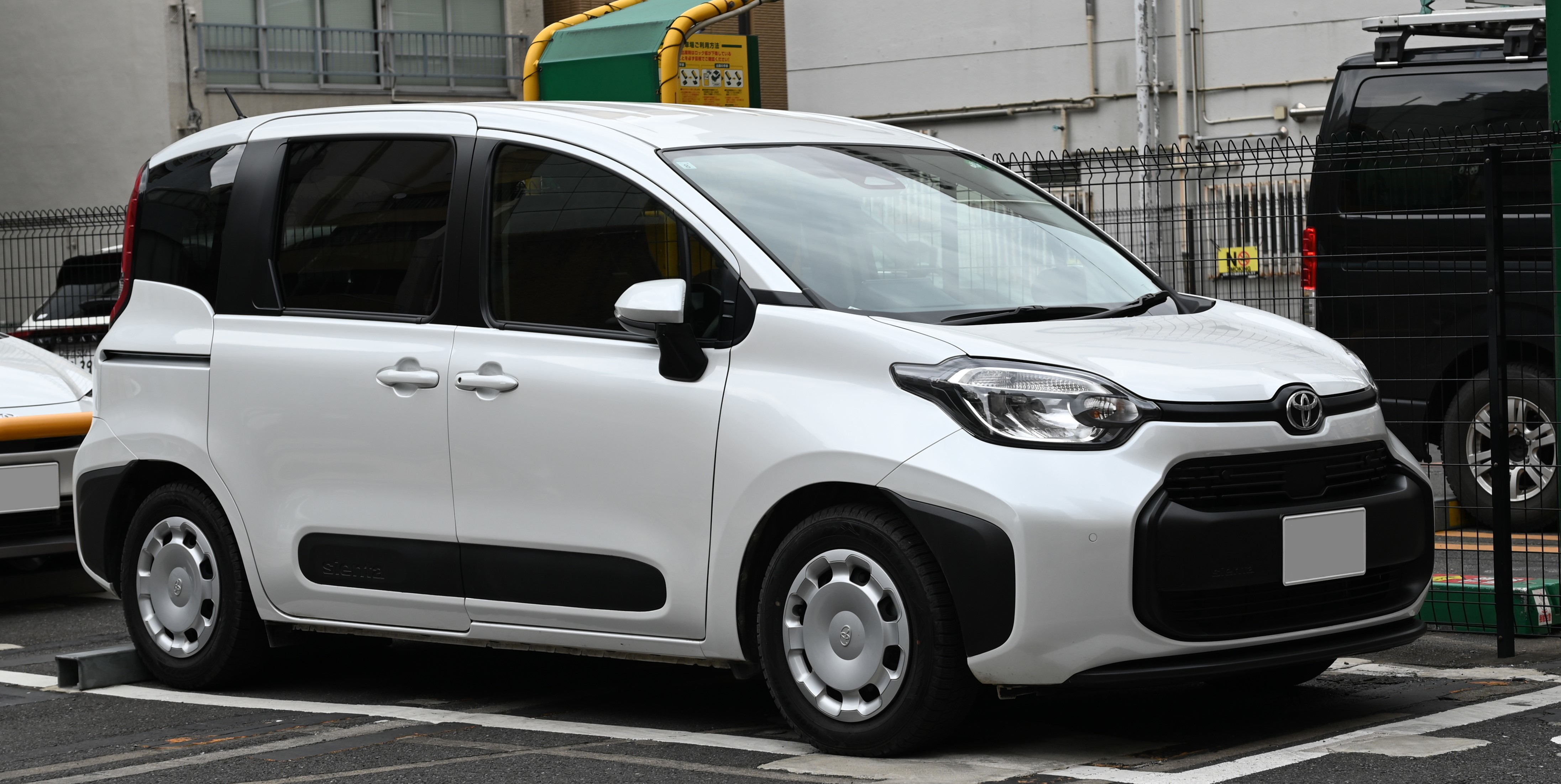
Toyota Sienta ІІІ

Sienta третього покоління була представлена в Японії 23 серпня 2022 року. Створений на платформі GA-B, яка є спільною з Yaris серії XP210, він пропонується в рівнях X, G і Z. Він також був запущений у Сінгапурі 6 жовтня 2022 року. Імпортований з Японії, він пропонується лише в комплектації Hybrid Elegance.